# Florine (Balzac)
Florine, nascida em 1803, é um personagem da Comédia Humana de Honoré de Balzac. Ela é uma lorette que se encontra em várias obras da Comédia, o tipo da mulher de diversão e sem escrúpulos.
Aos treze anos ela já era comparsa em um teatro de boulevard e aos quinze se torna amante de Étienne Lousteau. Tem também como amante o marquês de Rouvre, que gasta uma grande parte de sua fortuna com ela; depois des Grassins, que ela arruína, em seguida o droguista Matifat, que completa suas necessidades de vida luxuosa.
Em 1822, Lucien de Rubempré escreve sobre ela um artigo elogioso graças ao qual ela é contratada no Panorama dramatique. Lucien toma parte nos encontros organizados por ela em seu luxuoso apartamento, junto com Andoche Finot, Raoul Nathan (por quem ela está apaixonada) e Philippe Bridau, a quem ela dá dinheiro. Depois de ter se recusado a casar com Désiré Minoret-Levrault em 1829, ela recai na categoria dos comediantes de segunda ordem, e em 1833, ela é atriz por contrato. Para ajudar seu amante, Raoul Nathan, ela vende seus móveis e abandona o luxuoso apartamento que lhe havia oferecido Lord Dudley para morar na rua Pigalle. Jean-Jacques Bixiou conta em La Maison Nucingen, que ela enfim encontra sucesso em uma peça escrita por Raoul Nathan. Furiosa por saber de Félix de Vandenesse que Nathan tentou seduzir Marie-Angélique de Vandenesse, acaba por se casar com ele em 1845, em Les Comédiens sans le savoir.
Florine aparece ou é citada nestes romances:
- Illusions perdues
- Une fille d'Ève
- César Birotteau
- Le Lys dans la vallée
- La Muse du département
- La Rabouilleuse
- Modeste Mignon
- Splendeurs et misères des courtisanes
- Ursule Mirouët
- Les Employés ou la Femme supérieure
- Un début dans la vie
- La Maison Nucingen
- Le Cousin Pons
- La Cousine Bette
- Béatrix